# Entersburg
Die Entersburg, auch Nantersburg, ist eine abgegangene hochmittelalterliche Spornburg nordöstlich von Hontheim im Landkreis Bernkastel-Wittlich in Rheinland-Pfalz. Die Burg wurde vermutlich Ende des 11. Jahrhunderts von den „Herren von Nantersburg“ erbaut und bereits 1138 vom Trierer Erzbischof Albero von Montreuil zerstört.
Funde, die in den Jahren 1978 und 1979 im Rahmen einer archäologischen Grabung des Rheinischen Landesmuseums Trier gemacht wurden, erbrachten den Nachweis, dass auf dem späteren Burggelände bereits Kelten und Römer Befestigungen hatten.
Heute erinnert dort die Steffenswarte, ein 1895 erbauter Aussichtsturm an den Standort der Burg.

## Geographische Lage
Die Entersburg lag auf einem mehrstufigen Felsgrat über dem unteren Üßbachtal in der Moseleifel. Das maximal 262,2 m ü. NHN hohe Plateau, auf dem die Burg stand, ist etwa 250 Meter lang und bis zu 130 Meter breit. Im Westen, Norden und Osten war die Burg durch steile Abhänge zum etwa 60 Meter tieferen Üßbachtal geschützt.

## Geschichte
Aufgrund von dendrochronologischen Untersuchungen wurde die Burg vor 1096 gebaut. Burgherren waren die „Herren von Nantirsburg“ oder „von Nantersburg“. Der Historiker Beyer bezeichnet dieses Geschlecht als Reichsministeriale.
Als Kaiser Lothar III. (1133–1137) im Jahr 1136 seinen zweiten Italienzug unternahm, wurde er unter anderem vom Trierer Erzbischof Albero von Montreuil (1131–1152) begleitet. Während der Abwesenheit Alberos hatten die Brüder Werner und Johann von Nantersburg die naheliegende erzbischöfliche Burg Arras eingenommen. Hierzu waren sie vom Pfalzgrafen Otto I. von Salm veranlasst worden. Nach der Rückkehr des Erzbischofs wurden die Nantersburger Brüder von der Burg Arras wieder vertrieben und die Nantersburg 1138 zerstört. Es ist unbekannt, ob die Burg wieder aufgebaut wurde. Sie wurde aber im Jahr 1335 unter dem Namen „Entersburg“ – zusammen mit den in unmittelbarer Nähe liegenden Orten „Huntheim“ (Hontheim), „Grintkamp“ (Krinkhof?) und „Wispelscheit“ (Wispelt) – in einer Kaufurkunde zwischen dem Trierer Kurfürsten Balduin und dem Ritter Cuno von Ulmen noch einmal erwähnt.

## Beschreibung
In den 1850er Jahren wurden auf dem höchsten Felsplateau bei ersten Grabungen Brandspuren und Römermünzen entdeckt. 1865 wurde das Ergebnis zusammenfassend beschrieben: „Eine genaue Untersuchung der Trümmer der … Entersburg … ergab, dass deren Gebäude in sehr kleinen Dimensionen, auf steinernen Grundmauern einstöckig von Holz (Fachwerk) erbaut und mit Stroh oder Ginster gedeckt waren. Ein Thurm war nicht vorhanden und die Haupt-Befestigung die lang hingestreckte Lage auf einem schmalen Felsgrate, der in der einzigen Angriffsseite durch einen tiefen Graben durchschnitten war.“ 1974 beschreibt Karl-Josef Gilles in einer Publikation des Rheinischen Landesmuseums Trier viele Kleinfunde von der Entersburg. Danach fanden umfangreiche Raubgrabungen statt. In den Jahren 1978 und 1979 erfolgten unter der Leitung von Karl-Josef Gilles umfangreiche archäologische Ausgrabungen des Rheinischen Landesmuseums Trier.

### Keltenzeit
Eine Randbefestigung in Holz-Stein-Erde-Technik aus der Eisenzeit umschloss eine Innenfläche von etwa 1,3 ha. In mehreren Grabungsschnitten wurden an der Nord-, Ost- und Südseite vorrömische Mauerreste gefunden, die auf eine keltische Befestigungsanlage hinweisen. Aufgrund von Keramik- und Metallfunden lässt sich die Anlage der späteren Latènezeit (3. bis 1. Jahrhundert v. Chr.) zuordnen. Unter anderem wurden keltische Münzen, darunter Potinmünzen der Treverer gefunden.

### Römerzeit
In der zweiten Hälfte des 3. Jahrhunderts n. Chr. entstand auf der höchsten Stelle des Plateaus eine römische Befestigung. Die Umwehrung war von der Fläche her kleiner als die keltische Anlage. Das Mauerwerk aus Schieferbruchstein hatte eine Stärke von 1,20 Metern. Später, nicht vor dem zweiten Viertel des 4. Jahrhunderts, wurde an der Nordwestspitze ein etwa 10 mal 10 Meter großer Burgus hinzugefügt, die Fundamentmauern waren mehr als zwei Meter stark. Er diente wahrscheinlich als zusätzlicher Schutz der Befestigungsanlage und zur Kontrolle der in etwa 600 Metern Entfernung nordwestlich des Wachturms verlaufenden Römerstraße, die von Trier nach Andernach führte. Unter den römischen Funden sind zwei Bronzeplastiken (ein geflügelter Amor und die Büste einer Minerva) besonders hervorzuheben. Aus den Münzfunden kann hergeleitet werden, dass die Römeranlage Mitte des 4. Jahrhunderts aufgegeben wurde.

### Mittelalter
Von der mittelalterlichen Nantersburg wurden Reste einer weiteren Umfassungsmauer und die Fundamente des Palas freigelegt. Es handelt sich um einen zweigeteilten abgeknickten Raum von rund 30 Metern Länge und 10 Metern Breite. Die Mauern waren 1,10 bis 1,50 Meter dick und bestanden aus behauenen Schiefersteinen. Auch römische Spolien fanden beim Bau Verwendung. Auf der Südseite befanden sich zwei Eingänge. Ein Bergfried konnte nicht nachgewiesen werden. Es wurden auch Münzen, Keramiken und andere Gegenstände aus dieser Zeit gefunden.
Nordwestlich der mittelalterlichen Burganlage und außerhalb der römischen Befestigungsmauer lagen zwei kurze in den Fels geschlagene Abschnittsgräben. Der innere Graben zeigt einen U-förmigen Querschnitt und erreichte eine Tiefe von 1,50 Metern. Die Zeitstellung dieser Gräben ist unbestimmt.

### Heute
Auf dem kleinen ovalen Gipfelplateau, südlich des mittelalterlichen Palas, wurde 1895 ein steinerner Aussichtsturm, die Steffenswarte, gebaut. Wegen Baufälligkeit ist der Zugang zum Turm derzeit (Jan. 2022) nicht möglich. Die Burgstelle ist frei zugänglich.